# 紀梵希
紀梵希，一法國奢侈品牌，由時裝設計師于貝爾·德·紀梵希（Hubert de Givenchy）於1952年成立，主營高級服裝定製、成衣、鞋履、皮革製品及飾品。
現時是LVMH集團旗下品牌之一。 其現任藝術總監是馬修·威廉斯（Matthew M. Williams），2020年六月加入紀梵希，是品牌的第七位藝術總監。

## 歷史

### 早年
1952年，休伯特·紀梵希和爪哇尼·羅伯特·杜菲創立了自己的奢侈品牌，並推出了新系列Les Séparables，其中包括一些由棉紗製成的飄逸裙子和蓬鬆上衣。
紀梵希獲得《時尚》雜誌的好評，对他的「出色的首批收藏」大加赞誉。 藏品包括Bettina女襯衫，以Bettina Graziani的名字命名，Bettina曾在RenéGruau的一件繪畫作品中出現過。
《紐約時報》雜誌發表了一篇題為「一顆明星的誕生」的文章，《費加羅報》也發表了一篇文章，指出「一夜之間，憑藉著他的第一個系列，休伯特·紀梵希成為了時尚界的寵兒。」
Suzy Parker和Dorian Leigh等模特成為品牌的繆斯。
在創新方面，他使用了“襯衫”（一種類似於花紋紙的原棉）來創建他的時尚休閒系列。
1954年，休伯特·紀梵希推出了第一件襯衫式連衣裙（後來在1957年演變為麻袋式連衣裙）。 他是第一位創造奢侈成衣系列（稱為「紀梵希大學」）的高級時裝設計師，該系列使用從美國進口的機器在巴黎生產。 休伯特·德·紀梵希（Hubert de Givenchy）簽下這個新系列之前，就從路易斯·方丹手中購回了自己時裝店的所有股份。

### 50年代:巴黎世家與紀梵希
1956年，克里斯托瓦爾·巴倫西亞加和休伯特·紀梵希在一次在紐約舉行、並為在巴黎的美國醫院籌資的慈善晚會上展示了他們的藏品。
1957年，巴黎世家首次推出了麻袋連衣裙。 1958年，克里斯托瓦爾·巴倫西亞加推出了「嬰兒娃娃」系列，以及大衣系列「 Ballon」。
紀梵希工作室於1959年搬到巴黎世家對面的喬治五世大道3號。同年，紀梵希和巴黎世家宣布，他們各自的藏品將在向買家展示後一個月再向媒體展示。

### 1969年到70年代：擴張
1969年，休伯特·紀梵希推出了自己的男裝時裝系列「Gentleman Givenchy」。 這家精品店於11月在喬治五世大道上開業。紀梵希隨後推出了短裙。
在克里斯托瓦爾·巴倫西亞加的建議下，紀梵希（Givenchy）在1970年代開發了許可證，以保護高級時裝系列。 1971年，他設計了一系列刺繡外套，以紀念Georges Braque和Joan Miró。
在此期間，紀梵希是業務更加多元化，製造鞋子，珠寶，領帶，餐具，室內裝飾品和服。 休伯特·紀梵希被選中來設計全球希爾頓酒店的內部裝飾，甚至是汽車（Continental Mark V）。
1976年，紀梵希公司（辦公室和陳列室）開進了紐約第五大道。

### 1979–1985:LVMH时代
後來，休伯特·紀梵希被《最佳雜誌》選為1979年年度人物和年度最優雅人物。
1982年，紐約時裝技術學院組織了一場由奧黛麗·赫本主持的回顧展。
第二年，休伯特·紀梵希被授予“騎士榮譽勳章”。1985年，法國文化大臣雅克·朗在巴黎歌劇院的慶祝活動中將奧斯卡獻給了致力於優雅藝術的紀梵希。

### 休伯特·紀梵希的离开
1988年，紀梵希加入了LVMH酩悅·軒尼詩－路易·威登集團[11]。
1991年，回顧展在Galliera Palace舉行，慶祝時裝屋成立40年。 休伯特·紀梵希於1995年離開公司。他由一些英國年輕創作者接班，例如約翰·加利亞諾，亞歷山大·麥昆j xus duj d dj和朱利安·麥克唐納。 從2003年12月至2006年，英國剪裁師Ozwald Boateng被任命為紀梵希男裝部門的藝術總監。

### 2005–2017，里卡多·蒂西（Riccardo Tisci）
2005年，里卡多·提西（Riccardo Tisci）被任命為女裝藝術總監，接受了這兩個系列的指導權。里卡多·提西向品牌提出了自己的風格和影響力。里卡多·提西更改了品牌格調，增添了一些黑暗和感性的浪漫主義色彩。他擴展了品牌的色板—以鮮豔的色彩（如淡藍色和血紅色、金屬色和野生生物和花卉圖案）為主，設計出整潔、結構化和圖形化的輪廓。
LVMH Moet Hennessy Vuitton SA –中國的前首席運營官Philippe Fortunato是現任Givenchy的首席運營官。
一眾明星都曾穿著紀梵希的設計出現在紅地毯，包括2012年奧斯卡頒獎典禮上的魯尼·瑪拉（Rooney Mara）。紀梵希還與麥當娜合作，負責為她的Sticky＆Sweet巡演以及2012年超級碗中場表演設計服裝。
2016年，提西（Tisci）與耐克開啟了運動服合作，名為NikeLab x RT：Training Redefined，該合作的目標客戶是2016年夏季奧運會的奧林匹克運動員。

### 2017年，克萊爾·懷特·凱勒
紀梵希宣布任命克萊爾·懷特·凱勒為藝術總監，自2017年5月2日起生效。華特·凱勒承擔全部創意職責，包括男女成衣和配飾系列以及高級時裝。梅根·馬克爾在2018年5月19日與哈里王子的婚禮上穿著克萊爾·懷特·凱勒的禮服。
在凱勒的幫助下，品牌連續成功舉辦了三場秀。之後，品牌宣布將讓秋冬男裝系列在2019年重回伸展台。

## 時裝展
2018年在19年春夏展中，以鏡子的抽象概念為系列主題，因此模特兒的外表及設計上的剪裁，也是亦剛亦柔。

## 資料來源
1. ↑  LVMH官方網站 （页面存档备份，存于）（英文）
2. ↑  .   [2022-03-06]. （原始内容存档于2022-09-29）.
3. ↑  Givenchy （页面存档备份，存于） Elle.fr （法語）
4. ↑  All about Givenchy （页面存档备份，存于） Essortment.com
5. ↑  Key fashion moments （页面存档备份，存于） Stylesequel.com
6. 1 2  Givenchy 的存檔，存档日期14 October 2013. Voguepedia
7. ↑  Givenchy, le couturier des stars （页面存档备份，存于） Bloc.com, Dominique A.C., 18 December 2007 （法語）
8. ↑  The Vogue list: Givenchy （页面存档备份，存于） Vogue.fr
9. 1 2  Hubert de Givenchy, entre vies et légendes （页面存档备份，存于） Jean-Noël Liaut, Grasset （法語）
10. ↑  Thirty years of Givenchy will be displayed （页面存档备份，存于） Palm Beach Daily News, 8 mai 1982
11. ↑  Riccardo Tsci, l'esprit fort de Givenchy （页面存档备份，存于） Madame Figaro
12. ↑  . worth.com. 5 August 2016  [2020-01-15]. （原始内容存档于2020-01-15）.
13. ↑  . BBC. 27 February 2012  [26 April 2012]. （原始内容存档于2019-09-03）.
14. ↑  Cristobal, Sarah. . Wall Street Journal. 2016-04-18  [2016-04-27]. ISSN 0099-9660. （原始内容存档于2016-04-26）.
15. ↑  Givenchy announces Clare Waight Keller as creative director （页面存档备份，存于） businessoffashion.com
16. ↑  . Harper's BAZAAR. 2018-05-19  [2018-05-19]. （原始内容存档于2018-05-19） （美国英语）.
17. ↑  . Vogue.   [25 October 2018]. （原始内容存档于2020-01-16）.
18. ↑  GIVENCHY 的吸引力法則：一面鏡子比喻無性別分野的革命故事｜巴黎時裝周春夏2019 （页面存档备份，存于） （繁體中文）

## 外部連結
- 官方网站
- Givenchy的Instagram帳戶
- Givenchy的X（前Twitter）
- Givenchy的Facebook專頁 （页面存档备份，存于）
- Givenchy的YouTube頻道 （页面存档备份，存于）